# السيق

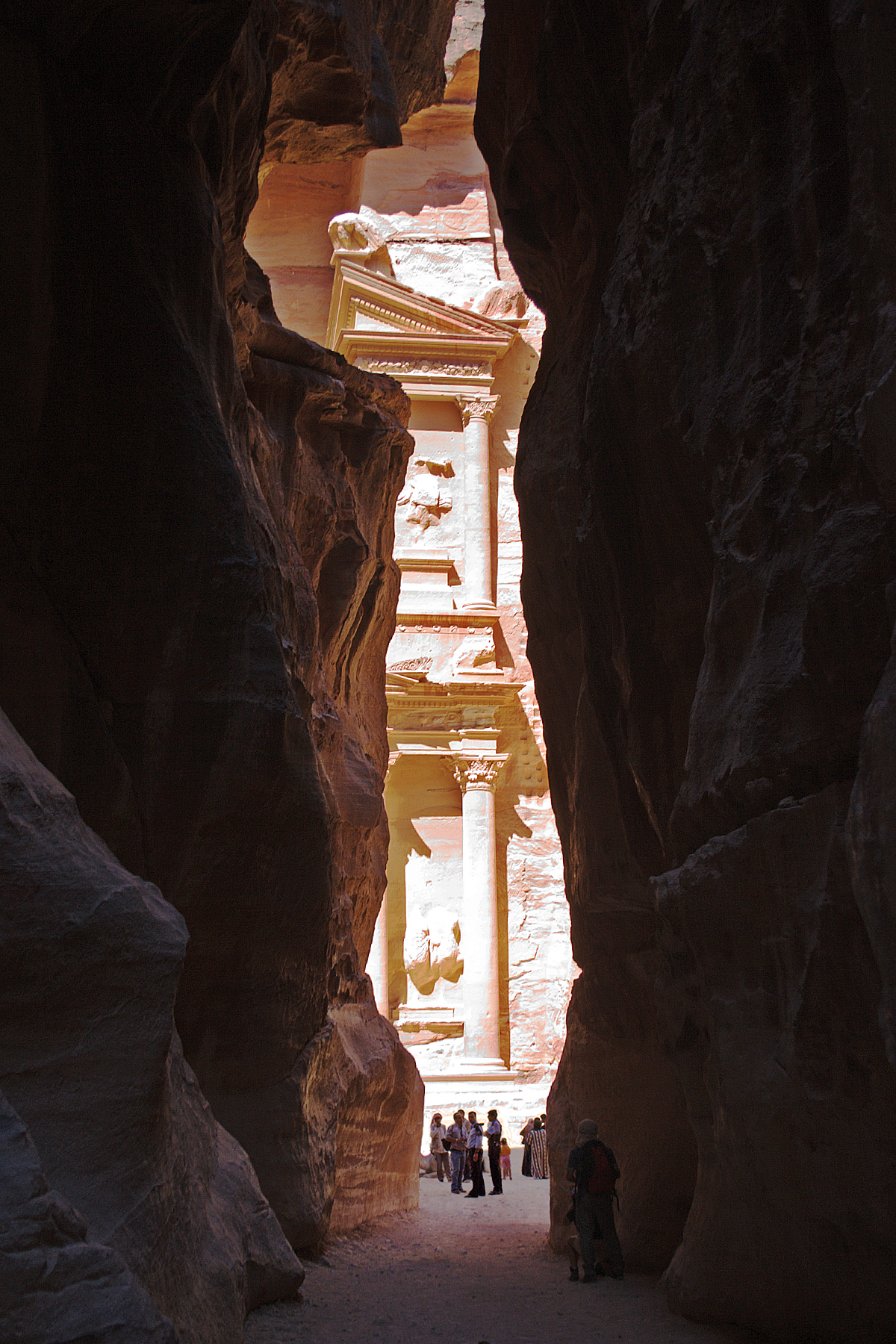
بعد الخروج من السيق تظهر امامك الخزنة مباشرة

السيق المدخل الرئيسي لمدينة البتراء الأثرية في جنوب الأردن. عبارة عن ممر ضيق (في بعض النقاط لا يزيد عن ثلاثة أمتار) يشق طريقه عبر الصخور بمسافة ميل واحد ليصل إلى البتراء، وتحديدا بعد قطع هذا الممر تجد نفسك أمام الخزنة المنحوتة نحتا في الصخر.